# Mirte Roelvink
Mirte Roelvink (* 23. November 1985 in Zutphen) ist eine ehemalige niederländische Fußballspielerin.

## Werdegang

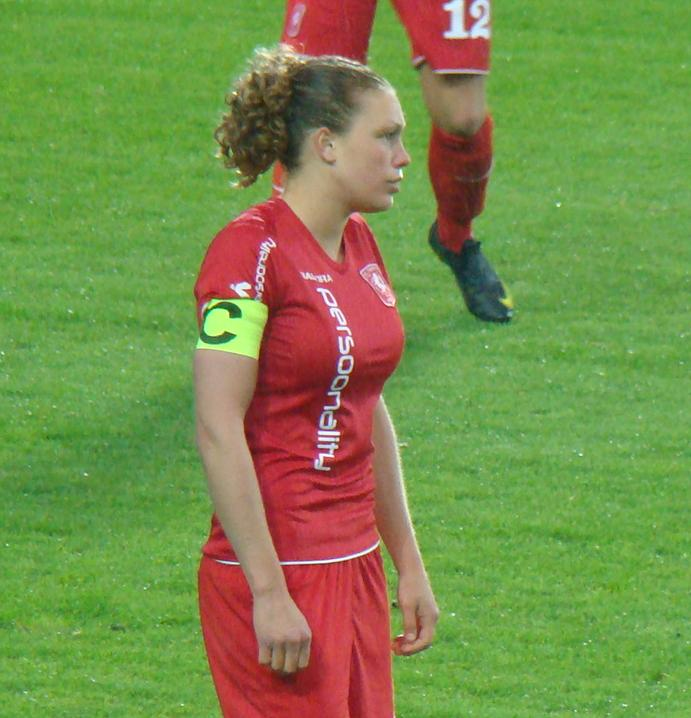
Roelvink als Spielführerin von Twente

### Im Verein
Roelvink begann ihre Karriere beim Verein Wilhelmina SSS. Über den Verein VV Oeken wechselte sie 2004 zum Zweitligisten SC Klarenbeek, bevor sie ein Jahr später zum Erstligisten SV Saestum weiter wechselte. Mit Saestum gewann sie die niederländische Meisterschaft und den Superpokal. Nach einem Jahr in Saestum ging Roelvink zum Verein Be Quick ’28 aus Zwolle. Mit der Gründung der Ehrendivision im Jahre 2008 wechselte Roelvink zum FC Twente Enschede. Mit Enschede gewann sie 2008 den niederländischen Pokal durch einen 2:1-Sieg über den FC Utrecht.
Im Sommer 2010 unterzeichnete Roelvink einen Einjahresvertrag beim deutschen Verein FCR 2001 Duisburg. Wegen einer langwierigen Verletzung lief sie nur vier Mal für die „Löwinnen“ auf. Daraufhin wechselte Roelvink 2011 zum FF USV Jena und unterschrieb ebenfalls einen Einjahresvertrag. Am 9. Mai 2012 verkündete Rolevink mit dem Ablauf ihres Vertrags zum 30. Juni 2012 beim FF USV Jena ihren Weggang aus Jena. Am 14. Mai 2012 unterschrieb Roelvink einen Vertrag beim Bundesliga-Aufsteiger FSV Gütersloh 2009. Im Sommer 2013 kehrte sie Deutschland den Rücken und wechselte zum PSV/FC Eindhoven in die BeNe League. Nach einer Saison beendete sie aufgrund einer Schwangerschaft ihre Spielerkarriere.

### Im Nationalteam
Am 6. Juni 2010 debütierte die Abwehrspielerin in der niederländischen Nationalmannschaft bei einem Freundschaftsspiel gegen Belgien.

### Persönliches
Im Dezember 2013 heiratete sie ihre langjährige Lebensgefährtin, die Physiotherapeutin Rosa Holtslag, und trägt seither den Doppelnamen Roelvink-Holtslag. Seit August 2016 ist sie Sportlehrerin am Michael College en vd Capellen.

## Erfolge
- Niederländische Meisterin 2006
- Niederländische Pokalsiegerin 2008
- Niederländische Superpokalsiegerin 2005